# Morina chinensis
Morina chinensis är en kaprifolväxtart som beskrevs av Friedrich Ludwig Diels, G.R. Grüning, Ferdinand Albin Pax och Käthe Hoffmann.
Morina chinensis ingår i släktet Morina och familjen kaprifolväxter. Inga underarter finns listade i Catalogue of Life.